# 홈보이 (1988년 영화)
《홈보이》(Homeboy)는 미국에서 제작된 마이클 세레신 감독의 1988년 드라마 영화이다. 미키 루크 등이 주연으로 출연하였고 엘리엇 카스트너 등이 제작에 참여하였다. DVD로는 2009년 9월 1일 발매되었다.

## 출연

### 주연
- 미키 루크
- 크리스토퍼 월켄
- 데브라 푸어

### 조연
- 토머스 퀸
- 케빈 콘웨이
- 안토니 알다
- 존 폴리토
- 빌 슬레이톤
- 데이비드 테일러
- 조셉 라그노
- 매튜 루이스
- 윌리 드 빌
- 루벤 블레이즈
- 샘 그레이

## 기타
- 미술: 브라이언 모리스
- 의상: 리차드 쉬슬러